# Aszraf Amdżad as-Sajfi
Aszraf Amdżad as-Sajfi, Ashraf Amgad Elseify (ur. 20 lutego 1995) – reprezentujący Katar egipski lekkoatleta, młociarz.
Od marca 2011 reprezentuje Katar, od marca 2012 może reprezentować ten kraj w międzynarodowych zawodach. Latem 2012 został mistrzem Azji juniorów oraz mistrzem świata juniorów (poprawiając rekord świata w tej kategorii wiekowej). W 2013 startował w mistrzostwach Azji, mistrzostwach świata oraz zdobył brąz igrzysk frankofońskich. W 2014 sięgnął po swój drugi złoty medal juniorskich mistrzostw świata. W 2015 zdobył srebrny medal mistrzostw Azji. Dziewiąty zawodnik światowego czempionatu w Pekinie (2015). Rok później był szósty podczas igrzysk olimpijskich w Rio de Janeiro (2016).
Stawał na podium mistrzostw Kataru oraz czempionatu krajów arabskich (w różnych kategoriach wiekowych).
Rekordy życiowe w rzucie młotem: sprzęt seniorski (7,26 kg) – 78,19 (27 marca 2016, Doha), rekord Kataru seniorów; sprzęt juniorski (6 kg) – 85,57 (14 lipca 2012, Barcelona), rekord świata juniorów; sprzęt juniorów młodszych (5 kg) – 85,26 (20 lipca 2011, Rhede), wynik ten był przez 2 lata nieoficjalnym rekordem świata juniorów młodszych.

## Osiągnięcia
| Rok  | Impreza                                     | Miejsce        | Lokata            | Wynik |
| ---- | ------------------------------------------- | -------------- | ----------------- | ----- |
| 2012 | Mistrzostwa Azji juniorów                   | Kolombo        | 1. miejsce        | 80,85 |
| 2012 | Mistrzostwa świata juniorów                 | Barcelona      | 1. miejsce        | 85,57 |
| 2013 | Mistrzostwa Rady Współpracy Zatoki Perskiej | Doha           | 1. miejsce        | 76,37 |
| 2013 | Mistrzostwa panarabskie                     | Doha           | 2. miejsce        | 73,17 |
| 2013 | Mistrzostwa Azji                            | Pune           | 10. miejsce       | 62,39 |
| 2013 | Mistrzostwa świata                          | Moskwa         | el. – 26. miejsce | 69,70 |
| 2013 | Igrzyska frankofońskie                      | Nicea          | 3. miejsce        | 72,88 |
| 2014 | Mistrzostwa Azji juniorów                   | Tajpej         | 1. miejsce        | 79,71 |
| 2014 | Mistrzostwa świata juniorów                 | Eugene         | 1. miejsce        | 84,71 |
| 2015 | Mistrzostwa panarabskie                     | Manama         | 2. miejsce        | 73,68 |
| 2015 | Mistrzostwa Azji                            | Wuhan          | 2. miejsce        | 76,03 |
| 2016 | Igrzyska olimpijskie                        | Rio de Janeiro | 6. miejsce        | 75,46 |
| 2017 | Igrzyska solidarności islamskiej            | Baku           | 3. miejsce        | 74,13 |
| 2017 | Mistrzostwa świata                          | Londyn         | el. – 23. miejsce | 71,87 |
| 2018 | Igrzyska azjatyckie                         | Dżakarta       | 1. miejsce        | 76,88 |
| 2018 | Puchar interkontynentalny                   | Ostrawa        | 5. miejsce        | 74,08 |
| 2019 | Mistrzostwa Azji                            | Doha           | 2. miejsce        | 73,76 |
| 2019 | Mistrzostwa świata                          | Doha           | 9. miejsce        | 75,41 |
| 2023 | Igrzyska azjatyckie                         | Hangzhou       | 2. miejsce        | 72,42 |